# پاریاکاکا
پاریاکاکا (به اسپانیایی: Nevado Pariacaca) یک کوه در پرو است که در پرو واقع شده‌است. پاریاکاکا ۵٬۷۵۰ متر بالاتر از سطح دریا واقع شده‌است.